# So What (Miles Davis)
So What è uno standard composto da Miles Davis e inciso come primo brano del famoso album Kind of Blue, che inaugurò la stagione del jazz modale.
Ripreso da moltissimi interpreti, spesso con l'aggiunta dell'assolo di Davis (ad esempio, George Russell ne ha prodotto una versione per grande orchestra, e ne esiste una versione cantata in vocalese da Eddie Jefferson) è considerato uno dei maggiori successi di Davis.

## Progressione armonica
| A | Re-7  | Re-7  | Re-7  | Re-7  | Re-7  | Re-7  | Re-7  | Re-7  |
| A | Re-7  | Re-7  | Re-7  | Re-7  | Re-7  | Re-7  | Re-7  | Re-7  |
| B | Mib-7 | Mib-7 | Mib-7 | Mib-7 | Mib-7 | Mib-7 | Mib-7 | Mib-7 |
| A | Re-7  | Re-7  | Re-7  | Re-7  | Re-7  | Re-7  | Re-7  | Re-7  |

Le lunghe sequenze di accordi ripetute (8+8 in Re-, 8 in Mib-, 8 in Re-) identificano immediatamente il brano come modale (modo dorico).
Alla fine della sezione B, l'improvvisatore ha a disposizione ben 24 battute in Re minore dorico senza alcun cambio di accordo.
Lo stesso giro armonico fu in seguito utilizzato da John Coltrane per la sua Impressions.
Il tema, normalmente esposto dal contrabasso, è in forma antifonale con la funzione della risposta assunta dagli ottoni e consiste, per la parte di basso, di una frase della durata di sei quarti che viene ripetuta, con variazioni, quattro volte per sezione, trasposta di un semitono nella sezione B. L'esposizione del tema è spesso preceduta da un'introduzione di basso e pianoforte, simile o identica a quella che si trova nell'esecuzione di Kind of Blue.

## La performance diKind of Blue
In Kind of Blue, So What apre il disco, un fatto che forse ha contribuito a farlo diventare la bandiera del jazz modale. Il pezzo più aderente a questo paradigma è Flamenco Sketches.
La formazione per questa esecuzione è:
- Miles Davis (tromba)
- Julian Cannonball Adderley (sax contralto)
- John Coltrane (sax tenore)
- Bill Evans (pianoforte)
- Paul Chambers (contrabbasso)
- Jimmy Cobb (batteria)

Lo schema dell'esecuzione è come segue (il minutaggio è quello della ristampa dell'album):
1. Introduzione (Bill Evans, Paul Chambers) 0:00 - 0:37
2. Esposizione del tema (tutti) 0:37 -1:37
3. Assolo di Miles Davis (due chorus) 1:37 - 3:34
4. Assolo di John Coltrane (due chorus) 3:34 - 5:23
5. Assolo di Cannonball Adderley (due chorus) 5:23 - 7:11
6. Assolo di Bill Evans (un chorus, tema in sottofondo) 7:11-8:20
7. Esposizione finale del tema e dissolvenza (tutti) 8:20-9:25

L'introduzione fu scritta da Gil Evans per Paul Chambers e Bill Evans. Un'esecuzione per grande orchestra fu registrata da Gil Evans per una trasmissione televisiva dedicata al quintetto di Davis (Cannonball Adderley non figura perché quel giorno era malato). I caratteristici voicing usati da Bill Evans per l'accompagnamento, che consistono (dall'alto) di una terza maggiore e di tre intervalli di quarta, sono stati chiamati So What voicings dal musicologo Mark Levine e contribuiscono al senso di spazio e apertura generale che pervade il brano.